# Laval-le-Prieuré
Laval-le-Prieuré ist eine französische Gemeinde mit 33 Einwohnern (Stand: 1. Januar 2022) im Département Doubs in der Region Bourgogne-Franche-Comté.

## Geographie
Laval-le-Prieuré liegt auf 568 m, acht Kilometer südöstlich von Pierrefontaine-les-Varans und etwa 40 Kilometer südsüdwestlich der Stadt Montbéliard (Luftlinie). Das Dorf erstreckt sich im Jura, im tief eingeschnittenen Tal des Dessoubre, auf einer Geländeterrasse über der Mündung des Baches Pissoux, unterhalb des Hochplateaus von Mont-de-Laval. Das Gemeindegebiet gehört zum Regionalen Naturpark Doubs-Horloger.
Die Fläche des 5,29 km² großen Gemeindegebiets umfasst einen Abschnitt des französischen Juras. Der Hauptteil des Gebietes wird vom Dessoubre-Tal eingenommen, das hier mehr als 300 m tief in die Jurahochflächen eingesenkt ist. Der Dessoubre fließt von Süden nach Norden und senkt sich immer tiefer in die Kalksteinschichten ein. Dabei nimmt er von Osten den kurzen Seitenbach Pissoux auf, der ebenfalls ein tiefes Erosionstal geschaffen hat. Flankiert wird das Tal auf beiden Seiten von steilen, überwiegend bewaldeten Hängen (Bois de Tennes), die verschiedenenorts von Felsbändern durchzogen sind. An der Oberkante werden sie von den Felsen einer widerstandsfähigen Kalksteinschicht gekrönt. Die Grenze verläuft meist oberhalb der Steilhänge am Rand des Hochplateaus. Mit 820 m wird auf dem Plateau von Mont-de-Laval die höchste Erhebung von Laval-le-Prieuré erreicht.
Zu Laval-le-Prieuré gehören auch die Weiler:
- Le Bas-de-Laval (496 m) am Dessoubre
- Les Bercots (562 m) auf einer Terrasse am westlichen Talhang des Dessoubre
- Les Cerneux (605 m) auf einer Terrasse am östlichen Talhang des Dessoubre

Nachbargemeinden von Laval-le-Prieuré sind Plaimbois-du-Miroir im Norden und Osten, Mont-de-Laval und Consolation-Maisonnettes im Süden sowie Guyans-Vennes im Westen.

## Geschichte
Das Priorat von Laval unterstand seit dem 12. Jahrhundert dem Kloster von Montbenoît. Zusammen mit der Franche-Comté gelangte das Dorf mit dem Frieden von Nimwegen 1678 an Frankreich. Um eine Verwechslung mit anderen Gemeinden desselben Namens zu vermeiden, wurde Laval im Jahr 1922 offiziell in Laval-le-Prieuré umbenannt.

## Sehenswürdigkeiten
Die ehemalige Prioratskirche stammt ursprünglich aus dem 12. Jahrhundert, wurde jedoch im 15. Jahrhundert einer Restaurierung und Umgestaltung unterzogen, so dass die Bausubstanz heute den gotischen Stil zeigt. Die Kirche Saint-Sulpice besitzt eine reiche Innenausstattung, die überwiegend aus dem 15. und 16. Jahrhundert datiert.

## Bevölkerung
| Jahr                       | 1962 | 1968 | 1975 | 1982 | 1990 | 1999 | 2016 |
| Einwohner                  | 79   | 58   | 62   | 48   | 35   | 35   | 34   |
| Quellen: Cassini und INSEE |      |      |      |      |      |      |      |

Mit 33 Einwohnern (Stand 1. Januar 2022) gehört Laval-le-Prieuré zu den kleinsten Gemeinden des Départements Doubs. Während des gesamten 20. Jahrhunderts wurde eine kontinuierliche Bevölkerungsabnahme verzeichnet (1901 wurden noch 163 Personen gezählt).

## Wirtschaft und Infrastruktur
Laval-le-Prieuré war bis weit ins 20. Jahrhundert hinein ein vorwiegend durch die Landwirtschaft (Viehzucht und Milchwirtschaft, etwas Acker- und Obstbau) geprägtes Dorf. Früher wurde die Wasserkraft des Dessoubre für den Betrieb von Mühlen und Sägereien genutzt. Ein Sägereibetrieb besteht noch heute. Einige Erwerbstätige sind auch Wegpendler, die in den größeren Ortschaften der Umgebung ihrer Arbeit nachgehen.
Die Ortschaft liegt abseits der größeren Durchgangsstraßen an einer Departementsstraße, die von Saint-Hippolyte durch das Dessoubre-Tal nach Orchamps-Vennes führt. Weitere Straßenverbindungen bestehen mit Le Luhier und Plaimbois-du-Miroir.